# غضبان
غضبان، روستایی در دهستان جهاد بخش گمبوعه شهرستان حمیدیه در استان خوزستان ایران است.

## جمعیت
بر پایه سرشماری عمومی نفوس و مسکن در سال ۱۳۹۵، جمعیت این روستا برابر با ۱۹۷ نفر (۴۹ خانوار) بوده است.